# Isla Mujeres (municipi)
Isla Mujeres és un municipi de l'estat de Quintana Roo. Isla Mujeres és el cap de municipi i principal centre de població d'aquesta municipalitat. Aquest municipi es troba a la part sud de l'estat de Quintana Roo. Limita al nord i est amb el Carib, a l'oest amb el municipi de Lazaro Cárdenas i al sud amb el municipi de Benito Juárez.